# Captrain Polska
Captrain Polska (dawniej ITL Polska) – przewoźnik kolejowy w Polsce.
Spółka Captrain Polska należy do niemieckiej firmy Captrain Deutschland, która jest własnością francuskiego narodowego przewoźnika kolejowego Société Nationale des Chemins de fer Français (SNCF).
Siedziba firmy znajduje się we Wrocławiu, a swoje bazy oprócz tego miasta posiada w Kutnie, Tarnowskich Górach i Rzepinie.

## Historia
Spółka Captrain Polska powstała w 2006 roku jako ITL Polska Początkowo funkcjonowała jako spedytor organizujący transporty kolejowe między Polską i Niemcami, Polską i Czechami oraz Polską i Holandią. W 2007 firma otrzymała polską licencję na wykonywanie przewozów kolejowych towarów oraz na udostępnianie pojazdów trakcyjnych. Pod koniec 2008 firma weszła na rynek kolejowy, a od 23 kwietnia 2009 rozpoczęła przewozy towarów.
21 stycznia 2010 roku  testowy pociąg przewoźnika  z Czech linią 158 przez Chałupki do Brześcia, rozpoczął prywatne przewozy międzynarodowe w Polsce. W Małaszewiczach przekroczył granicę polsko-białoruską i wjechał własną lokomotywą do Brześcia.
W październiku 2014 roku ITL Polska zmieniła nazwę na Captrain Polska.

## Tabor

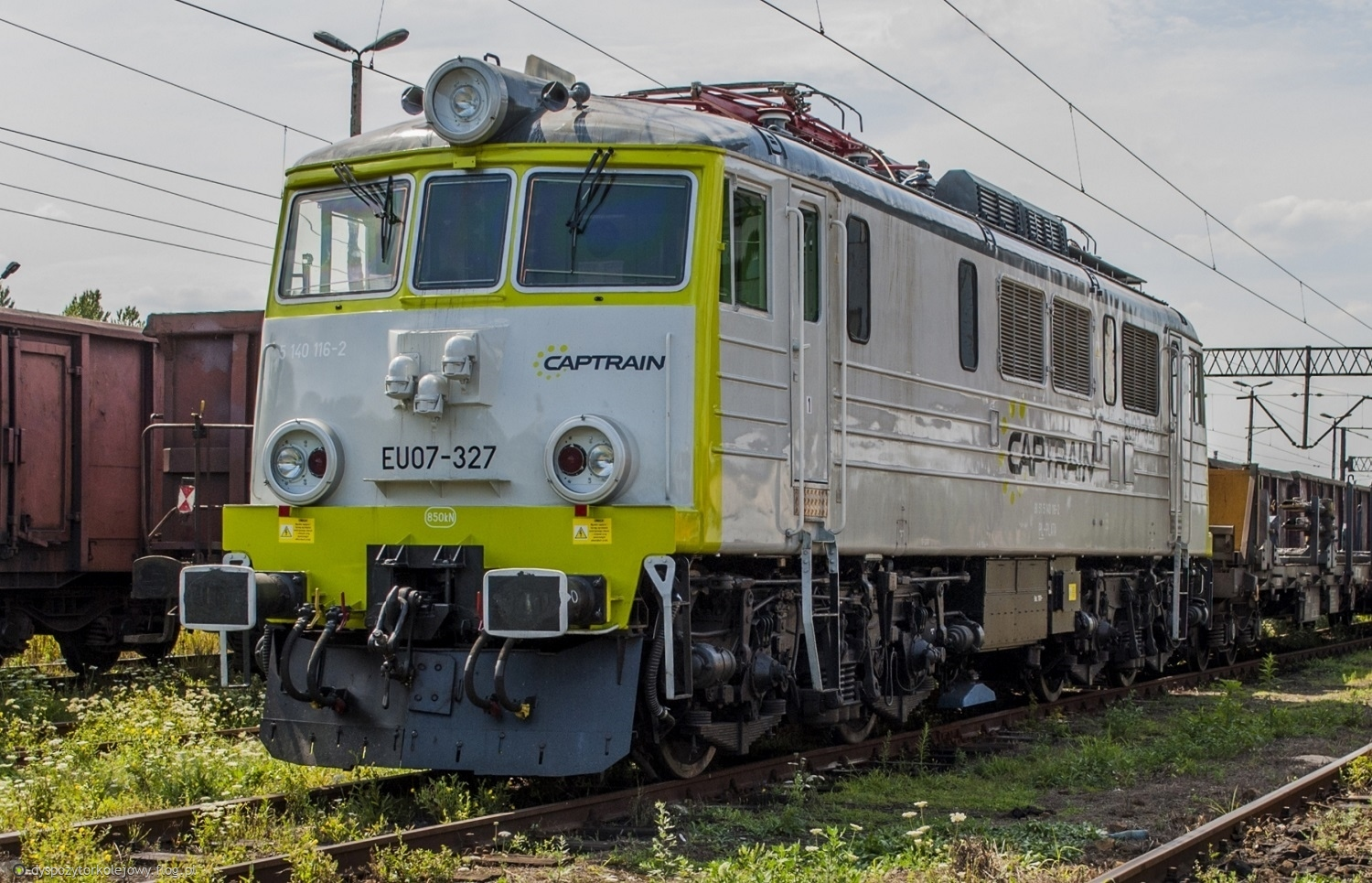
Lokomotywa elektryczna EU07-327 Captrain Polska

W 2008 spółka zakupiła używaną lokomotywę spalinową M62 (M62-1154), którą zmodernizowała w zakładach PESA. W tym samym roku stała się właścicielką dwóch nowoczesnych wielosystemowych lokomotyw elektrycznych typu Bombardier Traxx F140 MS (E186 137-6 i 138-4).
W 2009 tabor ITL Polska został powiększony o dwie lokomotywy spalinowe typu 311D (311D-01 i 02).
Captrain Polska eksploatuje elektrowozy E186, EU07 oraz spalinowozy SM42, SM48, 409Da, M62, BR232. 
Lokomotywy Captrain Polska noszą barwy grupy: zielony, szary i czarny. Spółka dysponuje własnym zapleczem technicznym, utrzymując swoje lokomotywy we własnej bazie naprawczej w Wołowie. 